# Cuprotungstita
La cuprotungstita és un mineral de la classe dels sulfats. Rep el seu nom de la seva composició química, contenint coure i tungstè (wolframi).

## Característiques
La cuprotungstita és un sulfat de fórmula química Cu₂(WO₄)(OH)₂. Cristal·litza en el sistema tetragonal. Es troba en forma de cristalls bipiramidals, de fins a 30 micres; també en agregats en glòbuls botrioides, incrustacions, petites venes, compacta o massiva. La seva duresa a l'escala de Mohs oscil·la entre 4 i 5.
Segons la classificació de Nickel-Strunz, la cuprotungstita pertany a «07.GB - Molibdats, wolframats i niobats, amb anions addicionals i/o H₂O» juntament amb els següents minerals: lindgrenita, szenicsita, UM1999-38-WO:CrV, fil·lotungstita, rankachita, ferrimolibdita, anthoinita, mpororoïta, obradovicita-KCu, mendozavilita-NaFe, paramendozavilita i tancaïta-(Ce).

## Formació i jaciments
És un mineral secundari rar que es troba comunament com el resultat de l'alteració de la scheelita en un entorn ric en coure. Sol trobar-se associada a altres minerals com la scheelita, la stolzita i la raspita. Va ser descoberta l'any 1869 a La Paz, a Baja California Sur (Mèxic).